# Sella di Megève
La Sella di Megève è un valico alpino francese a 1027 m s.l.m. che si trova nel dipartimento dell'Alta Savoia. 

## Descrizione
Sulla sella si sviluppa la cittadina di Megève.
Dal punto di vista orografico separa le Alpi Graie (in particolare le Alpi del Beaufortain) dalle Prealpi di Savoia (in particolare le Prealpi dei Bornes).
Il colle separa il bacino del fiume Arly da quello del fiume Arbon.